# Malagabdellinae
Malagabdellinae – podrodzina lądowych pijawek z rzędu Arhynchobdellida i rodziny Domanibdellidae.

## Taksonomia
R. L. Richardson najpierw, w 1975, umieścił lądowe pijawki Madagaskaru i Seszeli w Idiobellidae. Podrodzinę Malagabdellinae ustanowił w 1978 dla madagaskarskich pijawek, umieszczając ją w Domanibdellidae.

## Występowanie
Wszystkie należące tu gatunki są endemitami Madagaskaru.

## Systematyka
Do podrodziny tej zalicza się dwa opisane rodzaje:
- Malagabdella Richardson, 1975
- Tristabdella Richardson, 1975